# Helodesmus porosus
Helodesmus porosus är en mångfotingart som beskrevs av Cook 1896. Helodesmus porosus ingår i släktet Helodesmus och familjen Haplodesmidae. Inga underarter finns listade i Catalogue of Life.